# ميزوتريون
ميزوتريون هو الاسم الشائع لمركب عضوي يستخدم كمبيد أعشاب انتقائي وخاصة في محاصيل الذرة.
يُعتبر الميزوتريون مادة اصطناعية مستوحاة من مادة الليبتوسبيرمون الطبيعية، والتي تمنع إنزيم 4-هيدروكسي فينيل البيروفات ديوكسيجيناز. كانت شركة سينغنتا هي التي طرحت مبيد الميزوتريون لأول مرة في الأسواق عام 2001، وكان يُباع تحت العديد من الأسماء التجارية ومنها تيناسيتي، وكاليستو.

## لمحة تاريخية
بدأ اختراع فئة مركبات التريكيتون من مبيدات الأعشاب في عام 1977 بعد ملاحظة وجود نشاط لمكافحة الحشائش الأليلوباثية بالقرب من شجرة الفرشاة. حدد الكيميائيون في شركة ستوفر للكيماويات بعد ذلك المركب المسؤول عن هذا النشاط، وعُرف باسم ليبتوسبيرمون، وهو منتج طبيعي معروف سابقًا، ولكن حتى ذلك الوقت لم يكن معروف بأن له نشاط حيوي. أدى العمل المكثف على تطوير نظائر هذا المركب إلى اكتشاف وتطوير مركبات جديدة مثل سالكوترين، وميزوتريون.

## التحضير

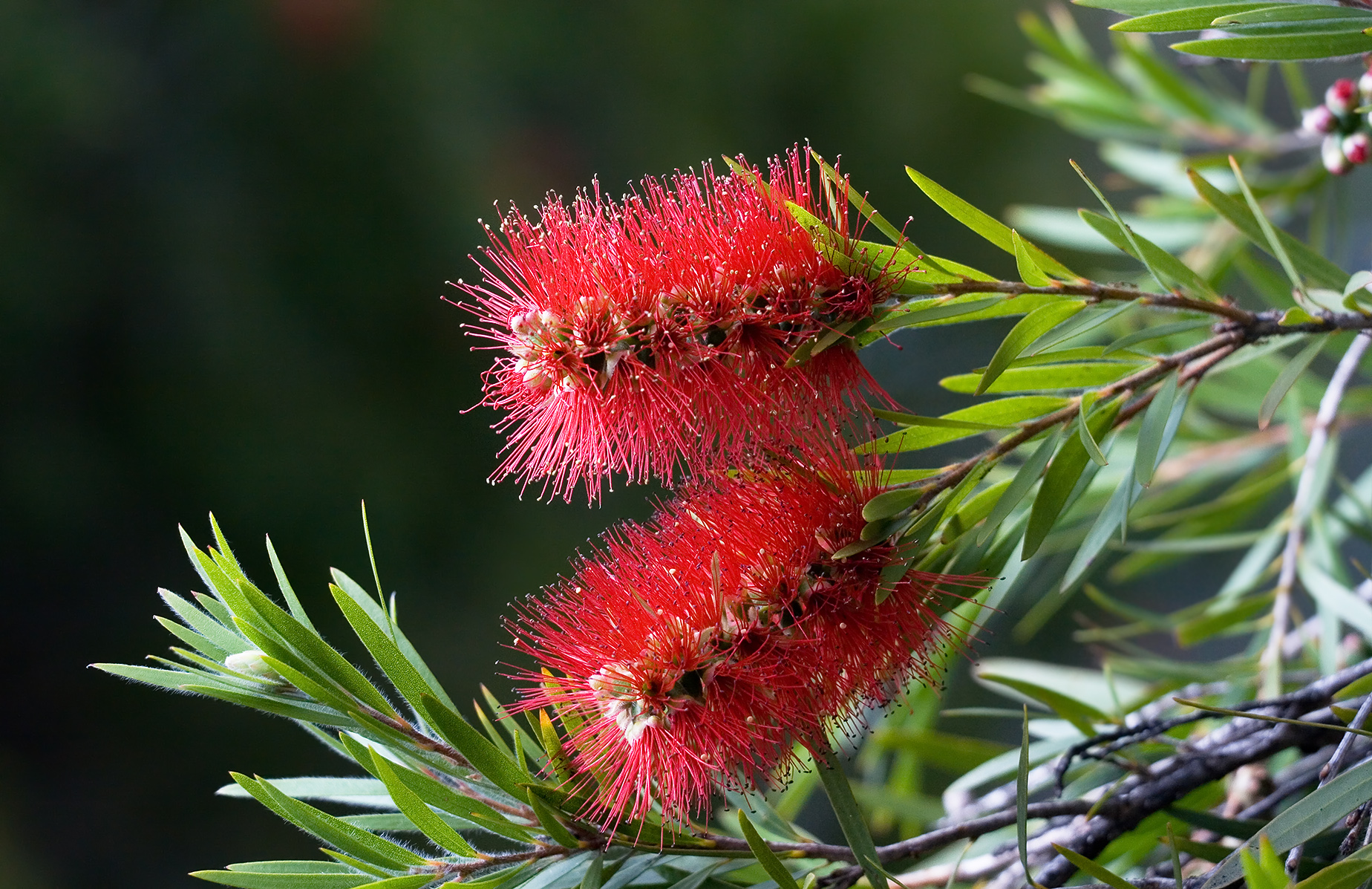
شجرة الفرشاة التي تنتج مركب الكاليستيمون

وُصفت طريقة تحضير مركب الميزوتريون لأول مرة في براءات الاختراع المقدمة من إمبريال للصناعات الكيماوية، وتلك التي حصلت عليها شركة ستوفر للكيماويات في عام 1987. وتتضمن طريقة تحضير مركب الميزوتريون تفاعل مركب 1،3-سيكلوهكسانيدون مع كلوريد حمض 4- (ميثيل سلفونيل) -2- نيترو البنزينويك في ظل ظروف التي تتفاعل فيها مجموعة هيدروكسيل الإينوليك في مجموعة الديكيتون لتكوين مشتق البنزويل. وفي خطوة منفصلة، يتم إعادة ترتيب كل هذا إلى ميزوتريون باستخدام كمية محفزة من أيون السيانيد المشتق من سيانوهيدرين الأسيتون.

## آلية العمل
يثبط مبيد الميزوتريون إنزيم 4-هيدروكسي فينيل البيروفات ديوكسيجيناز، وهو مثبط قوي للغاية لإنزيم 4-هيدروكسي فينيل البيروفات ديوكسيجيناز في الاختبارات المعملية التي أجريت باستخدام نبات رشاد أذن الفأر. يعد إنزيم 4-هيدروكسي فينيل البيروفات ديوكسيجيناز ضروريًا للتخليق الحيوي للتوكوفيرول والبلاستوكينون في النباتات، وهو أمر ضروري لإنتاج الكاروتين. ويؤدي تثبيط هذا المسار في النهاية إلى تبييض الأوراق حيث يتحلل الكلوروفيل، ثم موت النبات في نهاية المطاف.